# FC Garegi 1960
El FC Gareji 1960 (en georgià: საფეხბურთო კლუბი გარეჯი 1960), comunament conegut com a Gareji, és un club de futbol de Geòrgia de la ciutat de Sagarejo. La temporada 2024, van aconseguir l'ascens a l'Erovnuli Liga, la màxima categoria del futbol georgià.
L'equip va passar de jugar a la Regionuli Liga a l'Erovnuli Liga 2 gràcies a tres ascensos consecutius la 2018-20. Quatre temporades després van aconseguir l'ascens a la màxima categoria del futbol georgià per primera vegada a la seva història.

## Història
Fundat el 1960 durant el període soviètic, el Gareji va participar durant molts anys en el campionat republicà de Geòrgia i més tard, a partir del 1990, va passar diverses temporades a la segona, tercera i altres divisions inferiors de les lligues georgianes.
L'ascens recent de l'equip va començar des de la Regionuli Liga el 2018. A més de guanyar el seu Grup Est, el Gareji també va aconseguir una victòria fàcil als partit de play-off contra el seu rival de la Liga 3. Com a membres de la Liga 4, creada aquella mateixa temporada 2019, van acabar just per sota de la zona d'ascens. La temporada es podia considerar exitosa però encara ho va ser més després de l'expulsió de la Liga 3 per motius financers del Tskhinvali que va permetre l'ascens del Gareji omplint el buit que aquests havien deixat com a tercer classificat.
Contra tot pronòstic, l'equip ascendit sota la direcció de l'entrenador Tengiz Kobiashvili es va situar entre els líders de la tercera divisió des del començament de la temporada 2020 i va imposar-se de manera convincent als seus rivals en la lluita per l'ascens guanyant 14 partits de 18 i obtenint el campionat a la Liga 3. Amb aquest gran any, Gareji va completar el seu tercer ascens consecutiu des de la cinquena divisió a l'Erovnuli Liga 2 en el menor període possible.
Un cop a la segona lliga, durant la major part del 2021, Gareji encara apuntava a l'ascens, competint amb el Merani Martvili per la tercera posició de classificació. En última instància, aquest últim va guanyar el avantatge, tot i que Gareji va registrar algunes victòries impressionants, inclosa 8-0, que va ser la victòria més gran de la temporada per a qualsevol equip de la categoria. El davanter Giorgi Kharebashvili va brillar en aquest partit en marcar sis gols.
Durant la temporada 2023, el club semblava clar favorit per l'ascens, amb onze punts per davant dels rivals immediats en un moment donat al juny. Tot i això, el Kolkheti 1913 va aconseguir reduir la diferència i acabar al capdavant de la taula de lliga després d'un empat a 1 en un partit dur celebrat a Sagarejo l'últim dia d'aquesta temporada. Gareji encara podria haver avançat a la màxima categoria mitjançant els play-off, però va patir una derrota global per 5–4 a mans de Samtredia. El seu davanter Levan Papava va acabar aquesta temporada com a màxim golejador de la lliga amb 23 gols.
L'any següent el davanter va tornar a ser màxim golejador fins i tot millorant els seus registres, i el club, aquest cop sí, va aconseguir el seu primer ascens a la màxima categoria. Malgrat un inici de temporada decebedor (cinc punts en sis partits), el Gareji no va fallar en els moments decisius i van aconseguir matemàticament el títol de campió després d'una victòria per 3-2 a casa davant el Kolkheti Khobi a falta d'una jornada per acabar la lliga.

### Copa
El Garegi Sagarejo ha tingut diverses participacions destacades a la Copa David Kipiani.
El 2019, Gareji es va convertir en el primer equip de la quarta lliga del futbol georgià en arribar a les semifinals de la Copa. Tot i la marxa de l'entrenador Davit Kokiashvili dos dies abans del partit, el Gareji va fer una gran eliminatòria, arribant a guanyar 1 a 0 al descans al Lokomotivi Tbilisi per acabar finalment perdent després d'encaixar el 2 a 3 des del punt de penal.
L'any següent Gareji va ser eliminat per Samgurali, el subcampió de la Copa.
L'equip va arribar als quarts de final el 2021, on va perdre en els últims minuts del partit davant el Saburtalo, que esdevindria el campió de la Copa.
El 2024, Gareji va eliminar a dos equips de primera, inclòs el Dila Gori, que en aquells moments era el líder de la lliga, però es va estavellar als quarts de final després d'una derrota ajustada a la pròrroga contra Kolkheti 1913.

## Etimologia
Gareji és el nom de l'antic monestir de Sant David tallat a la roca, situat entre la frontera nord de l'Azerbaidjan i a la part sud semidesèrtica del municipi de Sagarejo. Aquest monestir està representat a l'escut del club.

## Palmarès
- Erovnuli Liga 2

Campions: 2024
Subcampions: 2023
- Meore Liga/Liga 3

Campions: 2020
Tercera Plaça: 2016 (Grup Est D)
- Liga 4

Tercera Plaça: 2019
- Regionuli Liga

Campions: 2018 (Grup Est D)